# Gino Lavagetto
Gino Lavagetto, né Luigi Lavagetto le 13 juillet 1938 à Genève, est un acteur et scénariste italien.

## Biographie
Lavagetto a fait ses premières expériences de comédien avec la troupe La Borsa di Arlecchino (it), avec laquelle il a joué dans de nombreuses pièces, à Gênes puis autour de la capitale ligure. Même après s'être installé à Rome, il a rapidement trouvé du travail, surtout au théâtre et à la télévision. Plus rarement au cinéma, pour lequel il est resté le plus souvent un deuxième ou troisième rôle de films de genre. Ses nombreux travaux pour la télévision comprennent en revanche des travaux de série comme pour Ritorna il tenente Sheridan (1963) et Sheridan, squadra omicidi (1967, tous deux de Mario Landi), Qui squadra mobile (1973, d'Anton Giulio Majano) ou Pronto emergenza (1977). Parmi les téléfilms notables auxquels Lavagetto a collaboré, citons Giuseppe Verdi (1963, Mario Ferrero), L'ultima Bohème (1964, Silverio Blasi), Cromwell - Ritratto diun dittatore (1969, Vittorio Cottafavi) et de nombreuses œuvres des années 1970 et 1980, entre autres de Marcello Baldi, Marco Leto et à nouveau Majano. Depuis 2000, il se concentre sur ses apparitions à l'écran. Très occasionnellement, il est également actif en tant que comédien de doublage.
En 1989, il a joué avec sa compagne de l'époque, Laura Efrikian, dans la comédie radiophonique La famiglia Birillo, qui a remporté un grand succès. L'acteur, qui est difficile dans ses rôles, vit près de Sassari et préfère les lieux de tournage proches de cette ville.

### Vie privée
De son ex-femme, l'actrice et chanteuse Miranda Martino, il a eu un fils, Fiodor Martino Lavagetto. Après son divorce, il s'est lié à Laura Efrikian, puis à Livia Giampalmo (it).

## Filmographie

### Acteur de cinéma
- 1964 : I terribili sette de Raffaello Matarazzo
- 1967 : I sette fratelli Cervi de Gianni Puccini
- 1969 : Dillinger est mort (Dillinger è morto) de Marco Ferreri
- 1968 : Una ragazza piuttosto complicata de Damiano Damiani
- 1969 : Il prof. dott. Guido Tersilli primario della clinica Villa Celeste convenzionata con le mutue de Luciano Salce
- 1970 : Wanted Sabata de Roberto Mauri
- 1970 : Un amore oggi d'Edoardo Mulargia
- 1970 : La Pacifiste (La pacifista) de Miklós Jancsó
- 1971 : Durango encaisse ou tue (Arriva Durango : paga o muori) de Roberto Bianchi Montero
- 1971 : Damnation - La stirpe di Caino de Lamberto Benvenuti
- 1977 : Armaguedon d'Alain Jessua : Sampieri
- 1990 : Overdose d'Amasi Damiani
- 1993 : Una casa sotto il cielo de Roberto Locci